# Anacolus lugubris
Anacolus lugubris is een keversoort uit de familie boktorren (Cerambycidae). De wetenschappelijke naam van de soort is voor het eerst geldig gepubliceerd in 1825 door Audinet-Serville.